# نييتشوفتسي
نييتشوفتسي (بالبلغارية: Нейчовци)‏ قرية تقع إدارياً ضمن مقاطعة غابروفو في بلغاريا. تعتمد نييتشوفتسي للبريد على الرمز البريدي 5380.